# Bòlid rasant

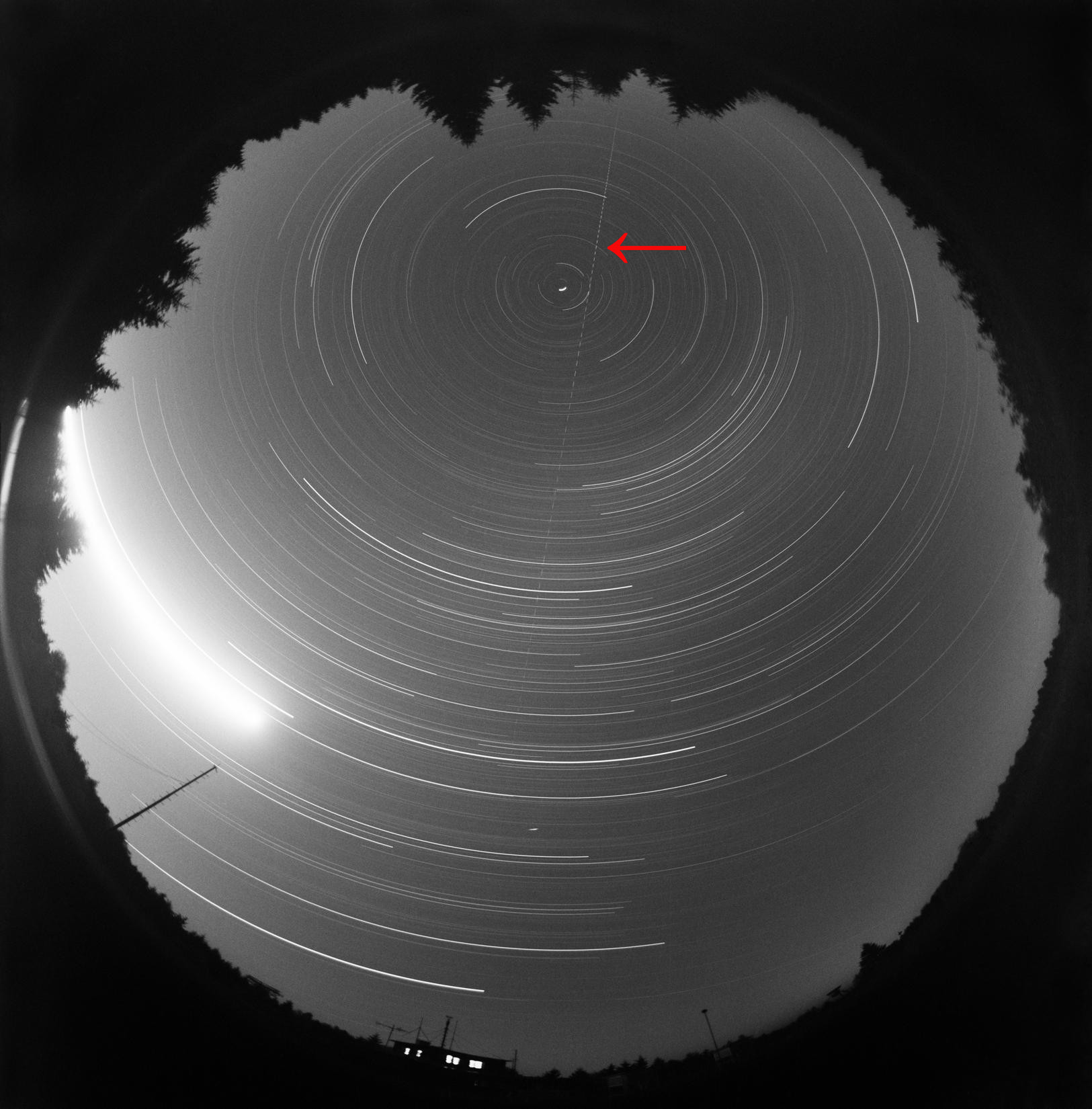
Fotografia de cel sencer del bòlid rasant del 13 d'octubre del 1990 (el traç tènue situat just a la dreta de l'estrella polar), presa a Červená hora (Txecoslovàquia). El traç brillant de l'esquerra és la Lluna.

Un bòlid rasant és un bòlid molt lluminós que frega la Terra penetrant breument l'atmosfera terrestre abans de tornar a l'espai exterior. Si el meteoroide en qüestió comença a fragmentar-se o explota a l'aire, alguns trossos poden caure a la superfície en forma de meteorits. Aquest fenomen es troba a l'origen de les pluges d'estels. En són exemples el Gran Meteor del 1860, el gran bòlid diürn del 1972 i el meteoroide rasant del 13 d'octubre del 1990.